# Малая (приток Пингиши)
Малая — река в России, протекает в Холмогорском районе Архангельской области. Устье реки находится в 56 км по правому берегу реки Пингиша. Длина реки составляет 5 км.
Берёт начало из озера Пинежского, где были обнаружены поселения III—II тысячелетий до н. э. и IV—VIII веков н. э. При впадении в Пингишу прорезает старичный торфяник, где на глубине около 2,5 метров были обнаружены остатки древних рыболовных сооружений.

## Данные водного реестра
По данным государственного водного реестра России относится к Двинско-Печорскому бассейновому округу, водохозяйственный участок реки — Северная Двина от впадения реки Вага и до устья, без реки Пинега, речной подбассейн реки — Северная Двина ниже места слияния Вычегды и Малой Северной Двины. Речной бассейн реки — Северная Двина.
Код объекта в государственном водном реестре — 03020300412103000033324.